# Eddie Livingstone
Edward James Livingstone, född 12 september 1884 i Toronto, död 11 september 1945 i Toronto, var en kanadensisk ishockeydirektör.

## National Hockey Association och National Hockey League
Eddie Livingstone var ägare till och sportdirektör för ishockeylagen Toronto Shamrocks, Toronto Blueshirts, Torontos 228:e bataljon och Toronto Arenas i National Hockey Association och National Hockey League åren 1914–1918. Toronto Shamrocks basade han över i NHA säsongen 1914–15 varefter klubben lades ner. Inför NHA-säsongen 1915–16 köpte Livingstone Toronto Blueshirts och tog med sig flera av spelarna från Shamrocks gamla lag till Blueshirts, bland dem Alf Skinner samt bröderna Cy och Corb Denneny. Säsongen 1917–18 omformades Toronto Blueshirts till Toronto Arenas och tog plats i den nystartade ligan NHL. Under lagets första, och för Livingstones del även sista, säsong i ligan avancerade laget till Stanley Cup-final där Vancouver Millionaires från PCHA besegrades med 3-2 i matcher.
Livingstones ständiga konflikter med de andra klubbägarna i NHA var en stor anledning till att de andra klubbägarna bröt sig ur ligan och startade upp NHL. Först under NHL:s andra säsong, 1919–20, stängdes Livingstone ute från ligan av Toronto Arenas ägargrupp The Toronto Arena Company och säsongen 1919–20 ombildades laget till Toronto St. Patricks med nya ägare.